# Єгорівська сільська рада (Волноваський район)
| Єгорівська сільська рада — колишній орган місцевого самоврядування у Волноваському районі Донецької області з адміністративним центром у с. Єгорівка. Сільській раді були підпорядковані населені пункти: - с. Єгорівка - с. Шевченко |

## Склад ради
Рада складалася з 12 депутатів та голови.

## Керівний склад сільської ради
| ПІБ                    | Основні відомості                                                                       | Дата обрання | Дата звільнення |
| ---------------------- | --------------------------------------------------------------------------------------- | ------------ | --------------- |
| Гаманець Інна Іванівна | Сільський голова, 1969 року народження, освіта, позапартійна                            | 26.03.2006   | 31.10.2010      |
| Гаманець Інна Іванівна | Сільський голова, 1969 року народження, освіта середня спеціальна, член Партії регіонів | 31.10.2010   |                 |

Примітка: таблиця складена за даними джерела